# Karkinitska-Bucht
Die Karkinitska-Bucht (ukrainisch Каркінітська затока) ist eine Bucht zwischen dem Nordwesten der Halbinsel Krim und der Oblast Cherson auf dem ukrainischen Festland. Der Name leitet sich von der früheren griechischen Siedlung Kerkinitis (Κερκινίτης) ab, sie befand sich auf dem Gebiet des heutigen Jewpatorija.
Der östliche Teil der Bucht bei der Landenge von Perekop ist ein Ramsar-Gebiet der Ukraine.
In der Bucht liegt die Insel Dscharylhatsch und die Halbinsel Horkyj Kut (Горький кут) mit dem Dorf Chorly.